# Huanhepterus
Huanhepterus  es un género extinto de pterosaurio pterodactiloide ctenocasmátido del período Jurásico Superior hallado en la formación Huachihuanhe de Qingyang, Gansu, en China. 
El género fue nombrado por Dong Zhiming en 1982. La especie tipo es Huanhepterus quingyangensis. El nombre del género se refiere al río Huanhe (no al Río Amarillo o Huanhe, sino a un tributario menor del río Jinghe en Gansu), combinándolo con el término griego latinizado pteron, "ala". El nombre de la especie se refiere al condado de Qinyang. 
Está basado en el holotipo IVPP V9070, un esqueleto parcial articulado que consiste mayormente de impresiones de la mitad izquierda del cuerpo y el extremo anterior del cráneo. El fósil fue hallado en mayo de 1978 en una cantera operada por la Unión Sanshilipu, cuando una explosión expuso una vértebra. Su fuerza destruyó la parte derecha del espécimen. 
Huenhepterus tenía un cráneo bajo y largo, con una pequeña cresta que corría a lo largo de la mitad del cráneo y que era más alta hacia la punta del hocico y más pequeña hacia los ojos. Los dientes, cerca de 26 pares en la madíbula superior y 25 en la inferior, eran delgados y numerosos, y se vuelven más cortos después del undécimo par, tanto al frente por la parte delantera como en la parte posterior, donde se convierten en completamente ausente en la parte posterior de la boca. Las vértebras cervicales eran largas, como los dedos de los pies, y no tenía el complejo de vértebras dorsales frontales fusionadas (el notarium), como se ha visto en otros pterosaurios. La envergadura del individuo fue estimada en 2.5 metros. Este género se ha descrito como muy similar a Gnathosaurus. David Unwin más tarde lo incluyó en Gnathosaurinae, una subfamilia de los Ctenochasmatidae.
Como Gnathosaurus, puede haber usado sus dientes delgados y estrechamente agrupados para filtrar comida del agua.